# Сидр

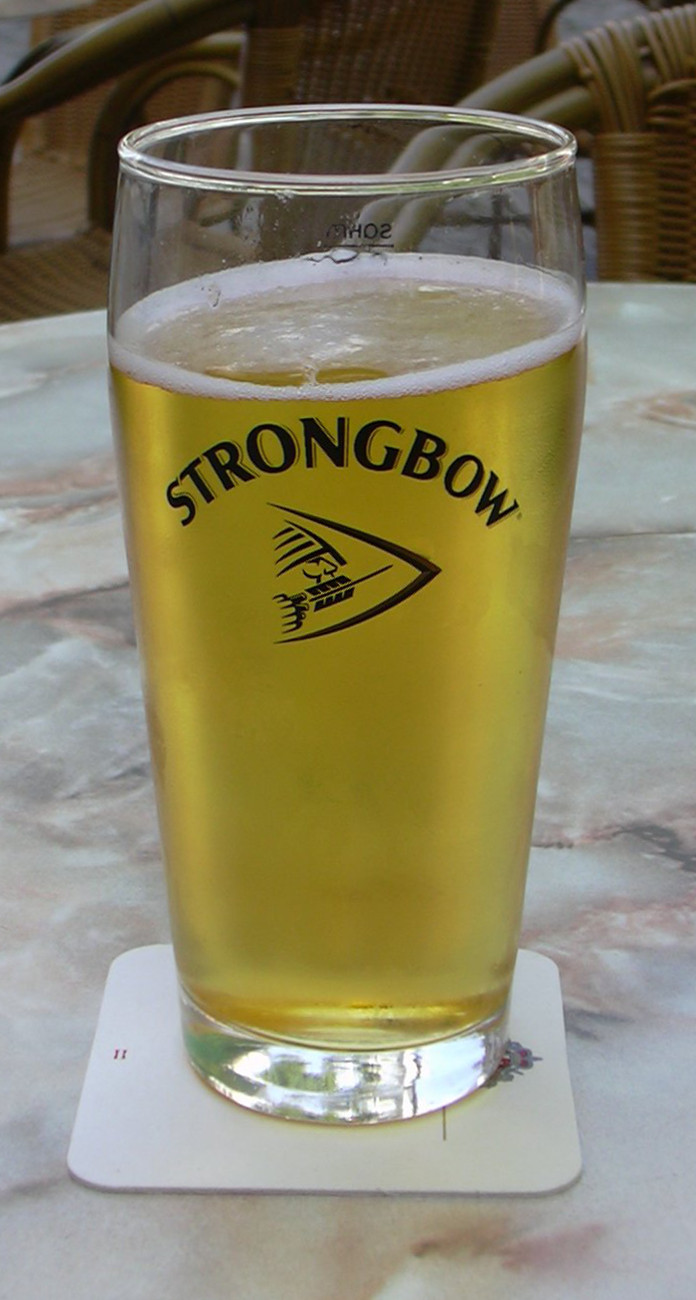
Англійський сидр Strongbow

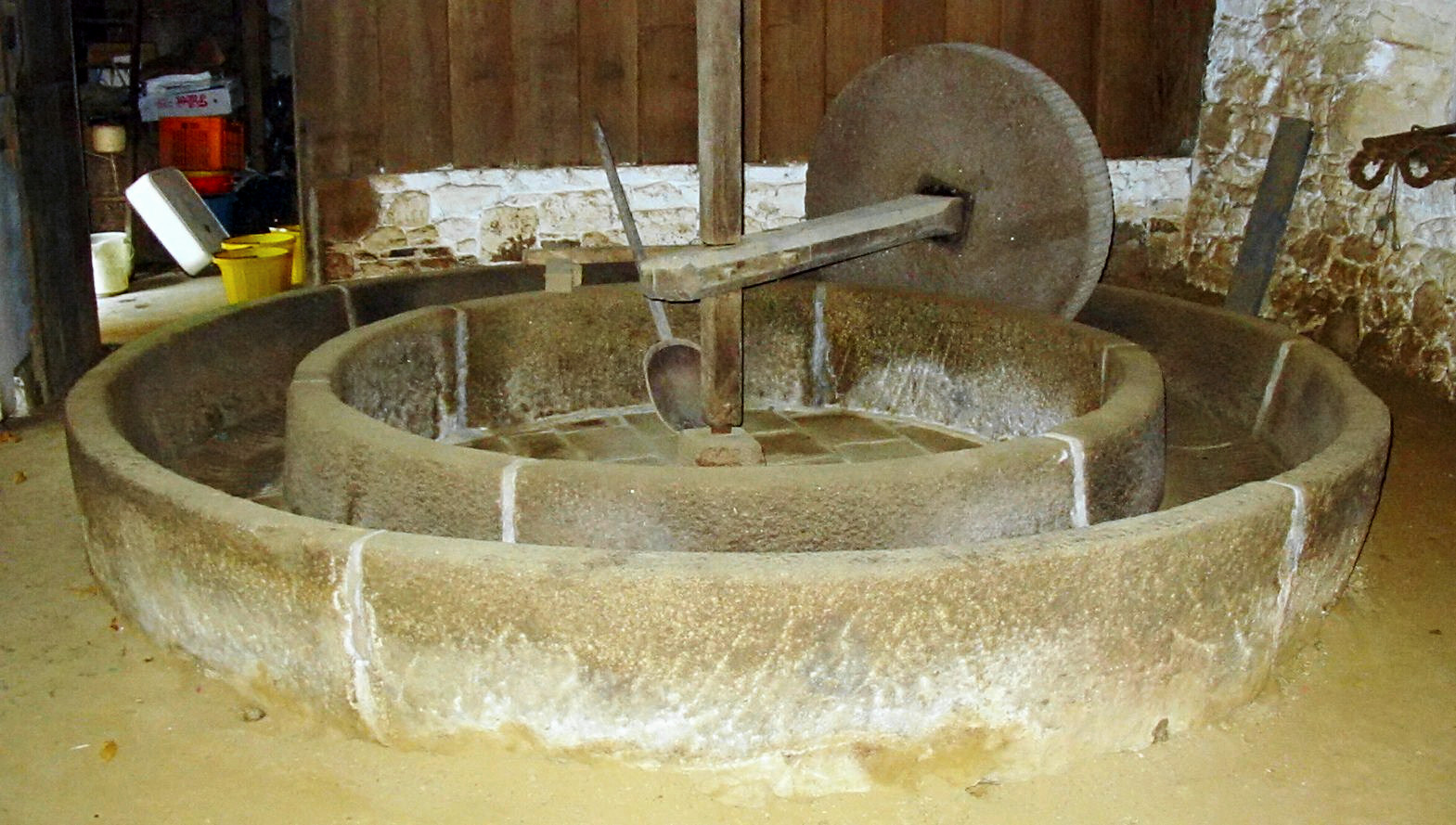
Традиційні кінні кругові подрібнювачі яблук застосовують тепер дуже рідко, в основному їх використовують як квіткові горщики або архітектурні елементи прикраси саду

Сидр (фр. cidre) — слабоалкогольний напій, утворюється в результаті бродіння яблучного соку, насиченого киснем (2—8 % спирту). В Країні Басків сидр є національним напоєм.
Найякісніший сидр виробляють у Франції, в регіонах Нормандія та Бретань. В Німеччині відомий під назвою апфельвайн (нім. Apfelwein — яблучне вино), у Франкфурті щорічно на початку осені проходить фестиваль сидру — Apfelweinfest. Також сидр популярний в Іспанії, особливо в Країні Басків та Астурії.
У Північній Америці сидром зазвичай називають безалкогольний напій — вид яблучного соку. Сидри можуть бути газованими, ароматизованими, «тихими» (не насиченими двоокисом вуглецю).
Згідно з законодавством України сидр виробляється без додавання спирту.

## Історія
Винахід сидру часто приписують Карлу Великому (VIII—IX ст.), який нібито одного разу сів на мішок перезрілих яблук, від чого ті роздавилися, і в результаті вийшов сидр.
У 1996 у містечку Нава іспанської провінції Астурія було урочисто відкрито музей сидру.

## Застосування
Сидр застосовується не тільки як напій, але і як сировина для виробництва (шляхом перегонки і настоювання) іншого алкогольного напою — кальвадосу.

## Сидр в художніх творах
- У 14-й серії мультфільму «Ну, постривай!» Вовк намагається вжити даний напій[1], проте пляшка, перебуваючи під сильним тиском, набуває реактивну тягу після відкупорювання і тягає Вовка по квартирі Зайця.
- У 28-му епізоді мультфільму «Том і Джеррі» Том спотикається об сходинку і летить прямо в бочку міцного сидру, відразу п'яніє.
- У романі американського письменника Джона Ірвінга «Правила виноробів» (The Cider House Rules — українською точний переклад «Правила будинку сидру») докладно описані різні стадії виробництва сидру. Значна частина дії роману розгортається на плантаціях з вирощування яблук і фермах з виробництва сидру. На основі книги був знятий однойменний фільм, який отримав дві премії Оскар.
- У бретонській народній пісні Ev Sistr співається про сидр.
- У художньому фільмі «Нові пригоди капітана Врунгеля» для надання кораблю додаткової швидкості капітан пропонує використовувати шампанське. Але на великих планах видно, що в руках у героїв пляшки з написом «Сидр».
- У мультсеріалі «Дружба — це диво» сидру присвячена 15-а серія 2-го сезону.